# Пасош Норвешке
Пасош Норвешке је јавна путна исправа која се норвешком држављанину издаје за путовање и боравак у иностранству, као и за повратак у земљу.
За време боравка у иностранству, путна исправа служи њеном имаоцу за доказивање идентитета и као доказ о држављанству Норвешке. Пасош Норвешке се издаје за неограничен број путовања.
Норвешка није држава чланица Европске уније али је потписница Шенгена, па њени грађани могу да се несметано крећу по територији чланица само са важећом личном картом.

## Језици
Пасош је исписан норвешким и енглеским језиком.

### Страница са идентификационим подацима
- Тип ('' за пасош)
- Код државе
- Серијски број пасоша
- Презиме и име носиоца пасоша
- Држављанство
- Датум рођења (ДД. ММ. ГГГГ)
- Пол ( за мушкарце или F за жене)
- Место и држава рођења
- Пребивалиште
- Издат од (назив полицијске управе која је издала документ)
- Датум издавања (ДД. ММ. ГГГГ)
- Датум истека (ДД. ММ. ГГГГ)
- Потпис и фотографија носиоца пасоша